# Tomás I de Saboya
Tomás I o Tommaso I (20 de mayo de 1177-1 de marzo de 1233)· Conde de Saboya desde 1189 hasta 1233, fue un aristócrata francés.

## Primeros años de vida
Hijo de Humberto III de Saboya y de Beatriz de Viennois. Su nacimiento fue considerado como milagroso; su padre, monje anteriormente, estaba desesperado por tener un heredero varón después de tres esposas. El Conde Humberto buscó el consejo de San Anselmo de Belley, obispo de Belley, entonces moribundo, que bendijo a Humberto tres veces, y predijo una profecía que fue verdad, que tendría un hijo varón, cuando Tomás nació, poco después Anselmo murió el 26 de junio de 1178. Lo llamaron así en honor a Santo Tomás Becket.
Tomás era menor de edad cuando su padre murió el 4 de marzo de 1189, y establecieron un consejo de regencia, compuesto por su madre Beatriz, el primo de su padre Bonifacio de Montferrato, y el obispo de Saint-Jean-de-Maurienne. Tomás alcanzó la mayoría de edad en agosto de 1191. Tomás poseyó las capacidades, la energía, y el brillo de que su padre careció, y Saboya gozó de una edad de oro bajo su dirección. A pesar de su juventud comenzó el empuje al noroeste en territorios nuevos. En el mismo año él concedió a Valle de Aosta la "Carta delle Franchigie", reconociendo el derecho de autonomía administrativa y política. Este derecho se mantuvo hasta la Revolución francesa. Más adelante Tomás conquistó el Cantón de Vaud, Bugey, y Carignano. Apoyó a los Hohenstaufen y fue apodado y conocido como “Tomás el Gibelino” debido a su carrera como vicario imperial de Lombardía. 

## Matrimonio y descendientes
En 1195 se casó con Margarita de Ginebra y de Faucigny (hacia 1180-1257), hija del conde Guillermo I de Ginebra.  Llamado por la juventud y belleza de Margarita, Tomás efectuó una emboscada cuando el conde Guillermo escoltaba a su propia hija durante el viaje que la iba a desposar con el rey Felipe II de Francia.  Tras el rapto, Tomás se casó con Margarita. De esta unión nacieron trece hijos. 
- Amadeo IV, el sucesor inmediato
- Humberto, muerto entre marzo y noviembre de 1223 en Hungría.
- Beatriz de Saboya (1198-1267) se casó en diciembre de 1219 con Ramón Berenguer V de Provenza,(1209-1245) y fue madre de cuatro Reinas consortes
- Tomás, señor y conde de Piamonte y fundador de una línea que se convirtió en Saboya-Achaea, se casó con Juana de Flandes que murió en 1244.
- Aimón, muerto el 30 de agosto de 1237, señor de Chablais, de Chillon y de Villeneuve.
- Guillermo, Obispo de Valence and Decano de Vienne
- Amadeo de Saboya, Obispo de Maurienne
- Pedro (1203-1268) señor de Vaud, conocido como "el pequeño Carlomagno", el cual residió mucho en Inglaterra, llegó a ser Conde de Richmond, y en 1263 se convirtió en Conde de Saboya.
- Felipe I de Saboya, arzobispo de Lyon, que al casarse renunció a su cargo eclesial para poderse casar con Adelaida I de Borgoña, quién dimitió, convirtiéndose en Conde Palatino de Borgoña y en 1268 se convertiría en Conde de Saboya
- Bonifacio (1207-1270) que fue Arzobispo de Canterbury y obispo de Belley.
- Alicia de Saboya, abadesa del monasterio de San Pierre en Lyon, murió en 1250.
- Ágata de Saboya, abadesa del monasterio de San Pierre en Lyon, murió en 1245.
- Margarita de Saboya, (1212-1273) casada en 1218 con el conde Hartmann IV de Kyrburg (m 1264).

Hijos ilegítimos:
- Avita 1215-1292 casada con Balduino de Redvers, VII conde de Devon, Barón de Aguillón.
- Benito
- Beroldo